# Quetelet (cràter)

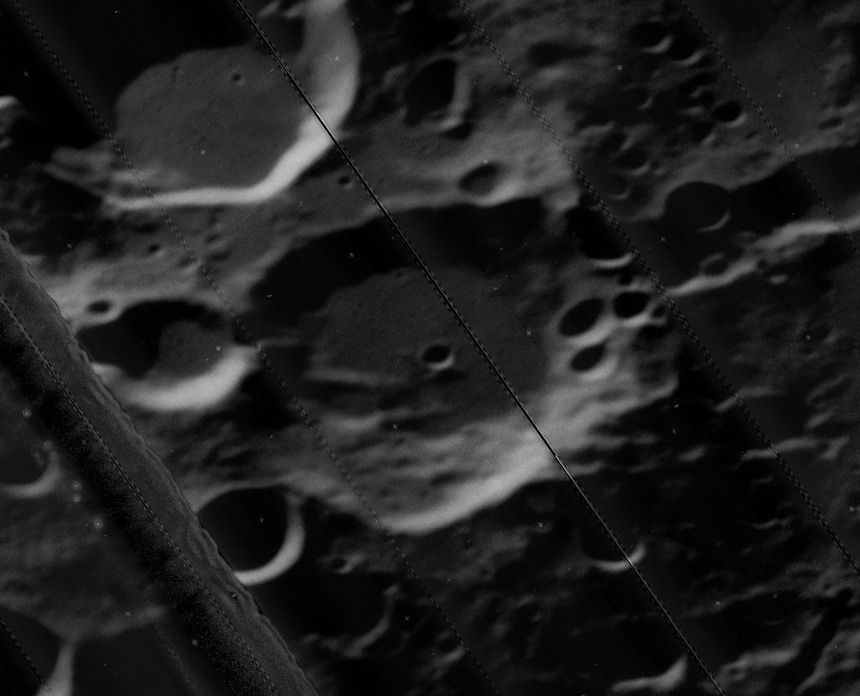
Imatge obliqua de la missió Lunar Orbiter 5 (marca blanca a la foto original)

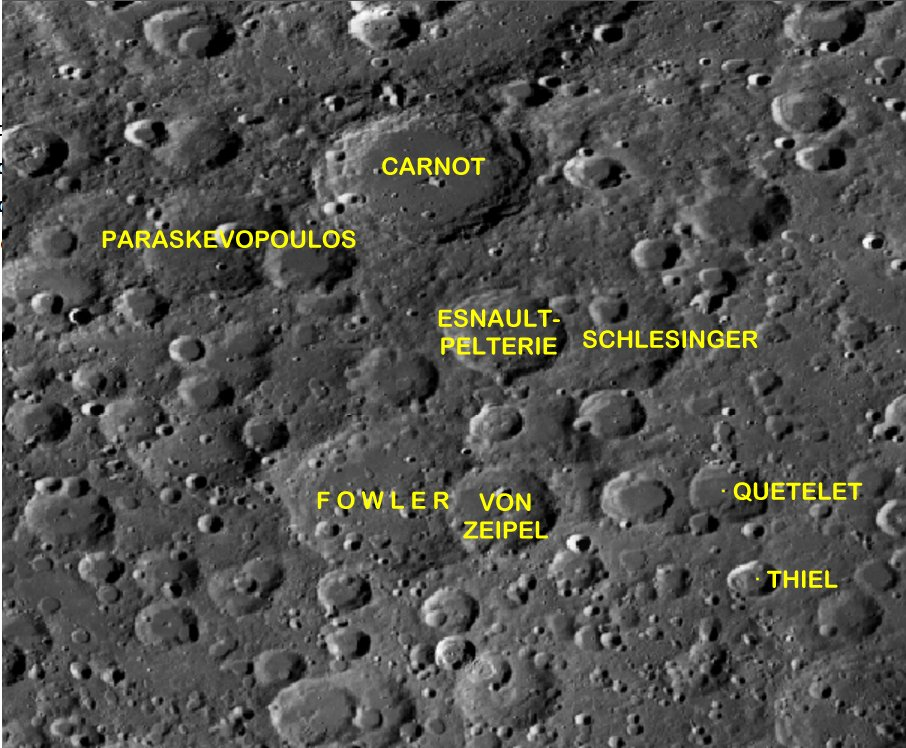
Entorn de Quetelet

Quetelet és un cràter d'impacte que es troba en l'hemisferi nord de la cara oculta de la Lluna, al sud-est del cràter Schlesinger, i a l'est de Von Zeipel. A l'est de Quetelet es troba Perrine.
|  |

Com és el cas amb molts dels cràters en la Lluna, aquest element ha estat desgastat i erosionat per impactes posteriors. Un petit cràter amb un sòl pla envaeix el bord sud-oest de Quetelet. Diversos petits cràters se situen sobre el bord nord i la paret interior, que és més estreta en l'oest que en altres parts, de manera que el nivell del sòl interior (relativament sense trets característics) es compensa en aquesta adreça. Les restes desgastades d'un cràter petit apareixen en la paret interna meridional.

## Cràters satèl·lit
Per convenció aquests elements són identificats en els mapes lunars posant la lletra en el costat del punt mitjà del cràter que està més proper a Quetelet.
|          | \| Quetelet \| Coordenades \| Diàmetre \| \| -------- \| -------------------------------------- \| -------- \| \| T \| 42° 48′ N, 137° 36′ O / 42.8°N,137.6°O \| 46 km \| |          |
| Quetelet | Coordenades | Diàmetre |
| T        | 42° 48′ N, 137° 36′ O / 42.8°N,137.6°O | 46 km    |